# Новости с планеты Марс
«Новости с планеты Марс» (фр. Des nouvelles de la planète Mars) — франко-бельгийская кинокомедия 2016 года, поставленная режиссёром Домиником Моллем с бельгийским актёром Франсуа Дамьеном в главной роли. Премьера фильма состоялась 17 февраля 2016 года на 66-м Берлинском кинофестивале, где он принимал участие во внеконкурсной программе.

## Сюжет
Компьютерный инженер Филипп Марс всегда считал себя благоразумным, уравновешенным человеком, заботливым мужем, отцом, братом, порядочным сотрудником. Однако его спокойную и размеренную жизнь внезапно превращается в настоящий хаос. С его родными начинают твориться странные вещи: жена превращается в невыносимую ведьму, сын стал вегетарианцем, дочь мечтает о суперкарьере, а сестра продает за бешеные деньги картины с изображениями голых родителей. К этому всему добавляется сумасшедший коллега с работы, который переезжает в квартиру Филиппа через определенные обстоятельства…

## В ролях
- Франсуа Дамьен — Филипп Марс
- Венсан Макен — Жером, коллега Филиппа по работе
- Верле Батенс — Хлоя, веган
- Мишель Омон — отец Филиппа
- Катрин Сами — мать Филиппа
- Филипп Лоденбак — старый сосед
- Леа Дрюкер — Мириам, бывшая жена Филиппа, репортёр France 24

## Восприятие
Борис Иванов оценил фильм на шесть баллов. Критик отмечал: «Увлекательное ли это кино? Не особенно. Уморительно смешными „Новости“ тоже не назвать, и звёзды фильма недостаточно обаятельны, чтобы своими физиономиями заставлять публику пристально следить за действием. Зато актёры правдоподобны в ролях простых французских недотыкомок».
По мнению Констатина Игнатущенко («Новый взгляд»), фильм Молля потенциально мог бы быть лучше, но в итоге получился сырым и непродуманным.